# Gösseldorf (Waischenfeld)
Gösseldorf ist ein Gemeindeteil der Stadt Waischenfeld im Landkreis Bayreuth (Oberfranken, Bayern). Die Gemarkung Gösseldorf hat eine Fläche von 12,839 km². Sie ist in 1725 Flurstücke aufgeteilt, die eine durchschnittliche Flurstücksfläche von 7442,74 m² haben. In ihr liegen neben dem namensgebenden Ort die Gemeindeteile Doos, Heroldsberg, Heroldsberg-Tal, Hubenberg und Saugendorf.

## Geografie
Das Dorf Gösseldorf steht auf der Südspitze einer Hochebene, die vom Aufseßtal im Südwesten und vom Wiesenttal im Südosten abgegrenzt wird. Das Dorf liegt im zentralen Teil der Fränkischen Schweiz, jeweils etwa einen Kilometer nordwestlich der Wiesent und nordöstlich der Aufseß, die südlich der Ortschaft in die Wiesent mündet. Die Nachbarorte sind Schönhaid und Hubenberg im Norden, Saugendorf und Heroldsberg im Nordosten, Rabeneck im Osten, Köttweinsdorf im Südosten, Doos im Süden, Muggendorf im Südwesten, Kuchenmühle im Westen und Seelig im Nordwesten. Das Dorf ist von dem fünf Kilometer entfernten Waischenfeld aus über die Staatsstraße 2191 und dann über die Kreisstraße BT 35 erreichbar.

## Geschichte
Bis zur Gebietsreform in Bayern war Gösseldorf der Hauptort einer gleichnamigen Gemeinde im Landkreis Ebermannstadt, zu der noch die Orte Doos, Heroldsberg, Hubenberg und Saugendorf gehörten. Die mit dem bayerischen Gemeindeedikt von 1818 gebildete Gemeinde hatte 1961 auf einer Gemeindefläche von 1286 Hektar insgesamt 337 Einwohner, davon 79 in Gösseldorf. Die Gemeinde wurde am 31. Dezember 1970 aufgelöst und Gösseldorf zu einem Gemeindeteil der Stadt Waischenfeld.

## Baudenkmäler

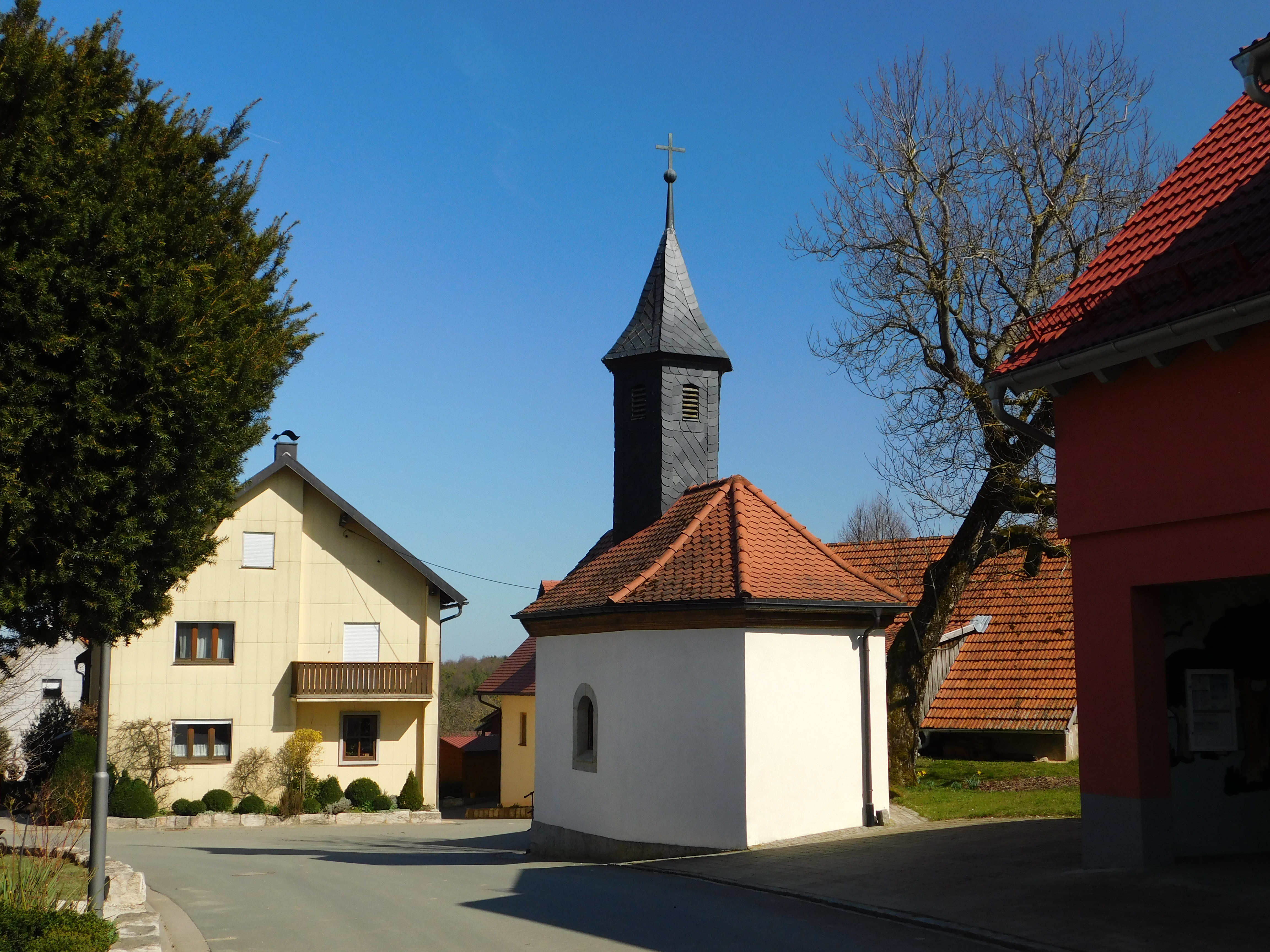
Die Kapelle von Gösseldorf

Baudenkmäler sind ein Wohnstallhaus im nördlichen Ortsbereich und die katholische Kapelle nahe der Dorfmitte.

## Sehenswürdigkeiten in der Natur
Etwa einen Kilometer südlich von Gösseldorf liegt der Dooser Wasserfall, der von der Aufseß kurz vor ihrer Mündung in die Wiesent gebildet wird. Bis zu seiner weitgehenden Zerstörung im 19. Jahrhundert bildete er einst einen imposanten Wasserfall, der von einer vier Meter hohen Kalktuff-Barriere verursacht wurde. Als jedoch Bauern aus dem zwei Kilometer südlich des Wasserfalls gelegenen Engelhardsberg auf den geschäftsträchtigen Gedanken kamen, den die Barriere bildenden Tuff als Baumaterial für die Gewölbedecken von Kuhställen zu verwenden, wurde die Fallhöhe des einst wuchtigsten Wasserfall Frankens halbiert und beträgt heute lediglich noch zwei Meter. Auch im ehemaligen Gasthaus des Nachbarortes Saugendorf gibt es ein Gewölbe, das aus Tuffmaterial gebaut wurde, das vom Dooser Wasserfall stammt. Der Raubbau an der Tuff-Barriere hatte zur Folge, dass der Dooser Wasserfall heute lediglich noch den kaskadenartigen Charakter einer Stromschnelle hat.

Dooser Wasserfall
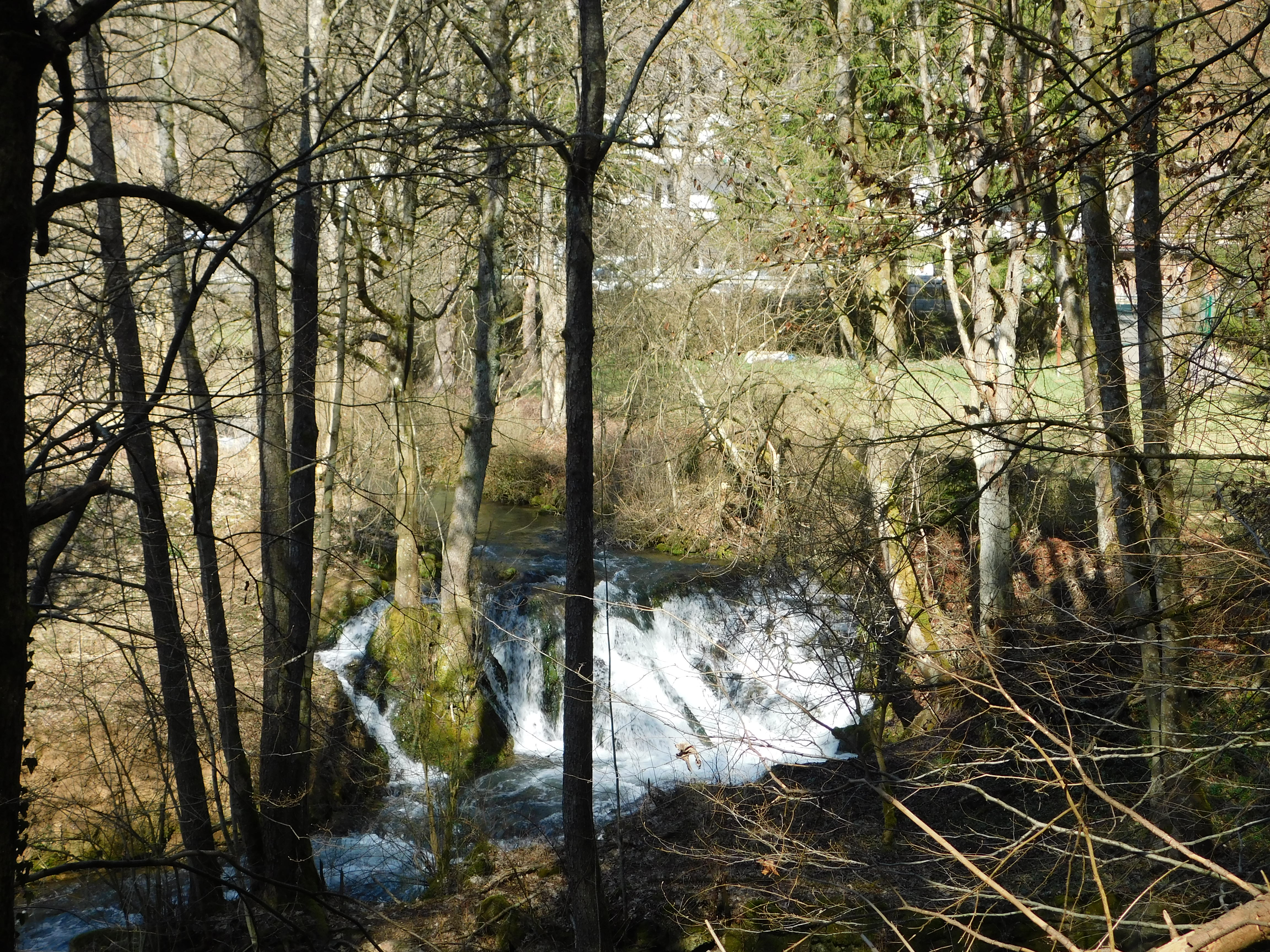